# Carlos Alberto Fernández
Carlos Alberto Fernández (* 2. Dezember 1907 in Buenos Aires; † im 20. Jahrhundert) war ein argentinischer Diplomat.

## Leben
Carlos Alberto Fernández war der Sohn von Josefina Cobas und Ubaldo Fernández.
Er heiratete Maria Julia Romero Victoria; ihre Kinder sind Julia Elena F. de Raceo, Ana María (die Witwe von Andrés José d’Alessio), Carlos Alberto, María Inés, Clara Josefina, María Cecilia und Raúl Ubaldo.
Von 1926 bis 1931 studierte er an der Universidad de Buenos Aires Rechtswissenschaft und Sozialwissenschaft.
1945 wurde er in der Stadtverwaltung von Buenos Aires und beim Wirtschaftsministerium beschäftigt.
Von 1947 bis 1951 war er Gesandtschaftsrat zweiter Klasse in Rom.
Von 1952 bis 1954 war er Gesandtschaftsrat zweiter Klasse in San José (Costa Rica).
1956 war er Delegierter bei der Conferencia para el Año Geofísico Internaciónal in Barcelona, und bei der Vollversammlung der Vereinten Nationen in New York City.
1957 wurde er zum Gesandtschaftsrat erster Klasse ernannt und vom Ministerio de Gobierno y Acción Social y juego de Hda. y Etan. del Intervención Federal en San Juan beschäftigt.
1958 wurde er zum Gesandten ernannt.
Von 1959 bis 1961 war er Ministre plénipotentiaire in Dublin.
1962 war er Botschafter in Kairo.
Von 1963 bis 1966 war er Botschafter in Rio de Janeiro.
Von 1970 bis 1972 war er Botschafter in Wien.